# Tabernáculo de la Fe

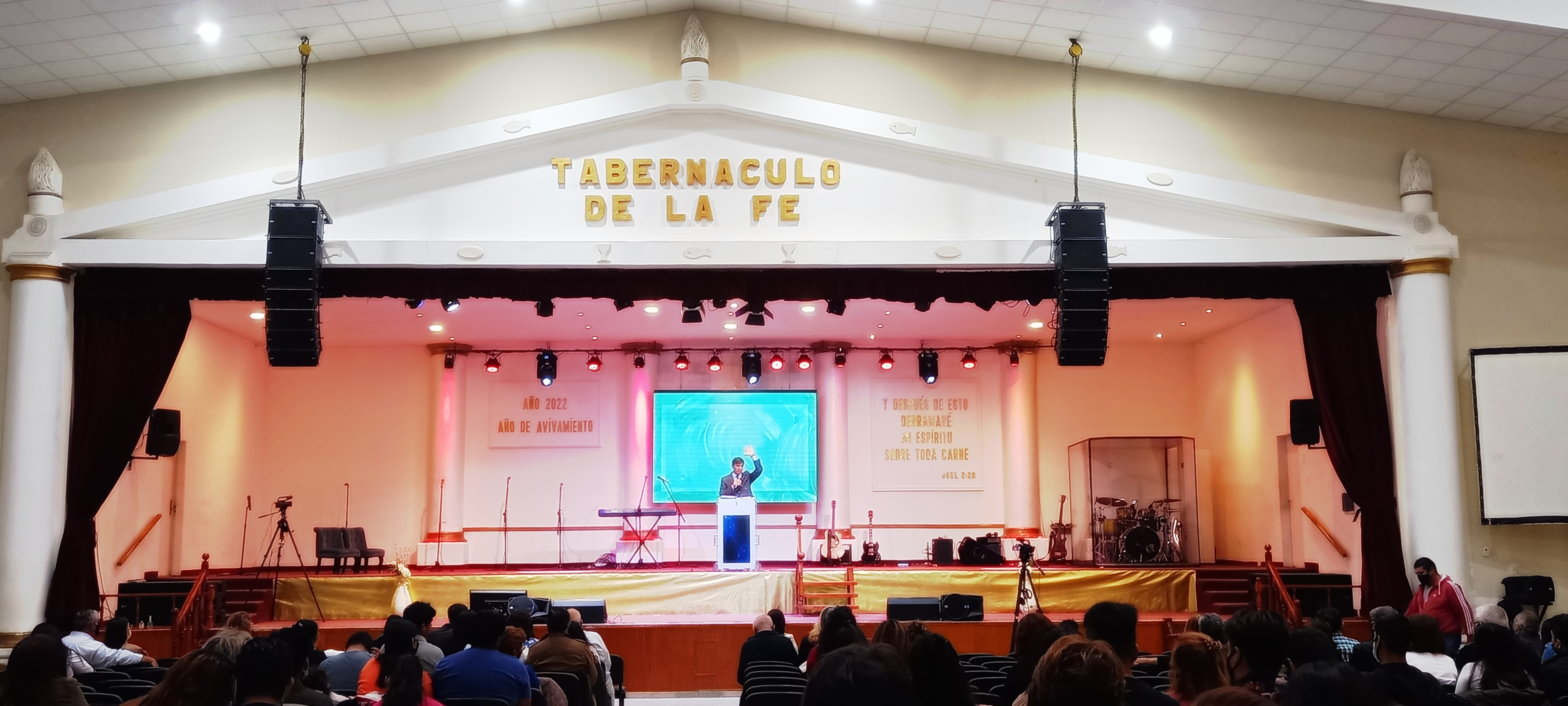
El interior del templo auditorio

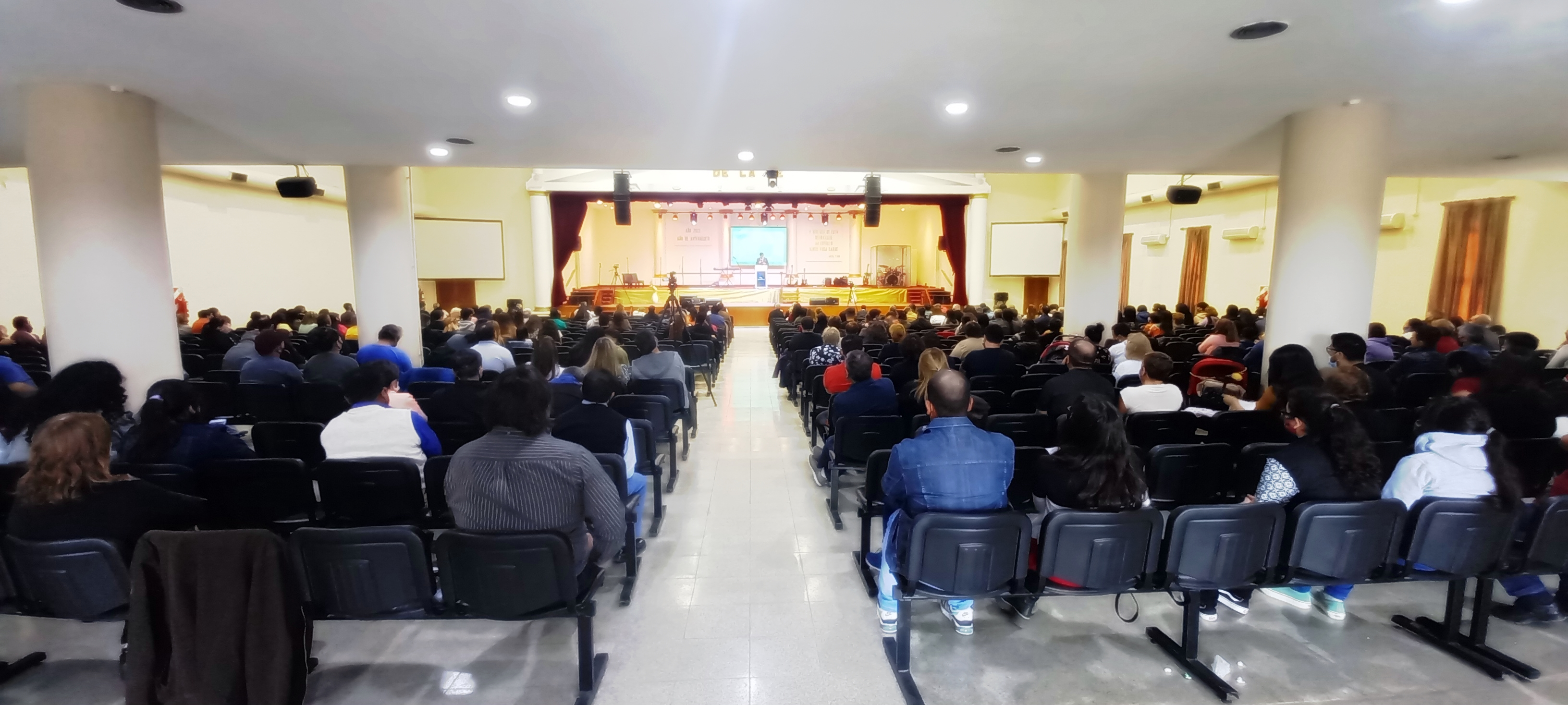
El púlpito en detalle con el predicador presente

El Tabernáculo de la Fe es un templo evangélico ubicado en la ciudad de Comodoro Rivadavia, provincia de Chubut, Argentina. Posee una capacidad de 2000 personas. Es la iglesia con mayor capacidad de la ciudad petrolera y de toda la Patagonia argentina.

## Historia

### Antecedentes
La historia del Tabernáculo de la Fe no puede ser entendida sin explicar el Movimiento Cristiano y Misionero. Este comienza con su fundador Samuel Enok Sórensen fuandando el "Centro Evangelístico", la cuna del Movimiento, el 5 de junio de 1955. A partir de los años 1956 y 1957 luego de los "Cursos relámpago", salieron los primeros misioneros al Sur de Argentina, y al cabo de los años dejó establecidas Iglesias por toda la Patagonia Argentina.
Puntualmente, el inicio de la obra de Comodoro Rivadavia se dio con el arribo de Hernán Pérez la Comodoro Rivadavia a fines del año 1966. Desde ese año se  hizo cargo de la obra.
Para el año 1967 es confirmado por el Pastor Fundador como Pastor para Comodoro Rivadavia.
Con los años se comenzó a gestar la visión de la obra del Movimiento Cristiano y Misionero en Comodoro Rivadavia que soñó con un gran templo. Los comienzos de la iglesia fueron austeros. Una simple y pequeña casillita prefabricada sirve como local para la reunión de la incipiente congregación. La sencilla capillita estuvo ubicada en la ladera del cerro Chenque, a metros de la unión de las calles Alvear y Alem, en el barrio Pietrobelli. El templo diminuto no poseía servicios y tenía piso de tierra. Las primeras familias que se reunían en esos años fueron: Levill, Broca, Díaz, Tirucán, Nauto, entre otras. Remigio Ignacio fue uno de los primeros jóvenes y también primer discípulo y actual pastor de la iglesia de Puerto Madryn.
El 30 de septiembre de 1968 el pastor Hernán Pérez contrajo matrimonio con Cristina del Busto, joven misionera oriunda de la ciudad de Mar del Plata. 
En 1970 marcó un paso importante al construir el primer templo en el barrio José Fuchs, sobre pasaje Paraná. No obstante, el nuevo templo no tardó en verse superado por el crecimiento de la iglesia, sumado a la ausencia de estacionamientos  y a las dimensiones del terreno de 22,5 por 10 m. Esto factores hicieron que ya no se pudiera alberrgar más gente. Por tal motivo, funcionó en diversos lugares de la ciudad, como por ejemplo en el ex Coliseo del barrio centro y otros lugares.

### El edificio de la "fe"
La iglesia no abandonó su perspectivas de crecimiento y fue decidida a la municipalidad de su ciudad, con la gestión del intendente Morejón que iniciaba en 1983 se peticionó un predio para el gran proyecto edilicio. Para 1989 las gestiones rindieron fruto y se logró la venta de tierra municipal on la superficie deseada. No obstante, la tarea fue ardua dado que todavía no existía mensura y la ciudad recién crecía sobre el naciente barrio San Cayetano.
Los trabajos de construcción comenzaron en 1991. En una zona de la ciudad que no había nada y era prácticamente rural. No se sabía datos como el emplazamiento. En el inicio tampoco contaban con los niveles del terreno para la edificación, por lo que toda la construcción se inició prácticamente desde cero.
Los trabajos de construcción se intensificaron en 1993, con gran esfuerzo se trabajó en la obra partir del esfuerzo de todos los integrantes, que debieron financiar con su propio capital la magna obra. 
En 1997 los trabajos del Tabernáculo de la Fe avanzaron a pasos firmes, con mano de obra 100% de la congregación y aportes de todo tipo. Se desarrollaron campañas para recolectar la mayor cantidad fondos para continuar con el proyecto.
La apertura del edificio oficial se produjo el 10 de diciembre de 2000 tomando trascendencia en toda la comunidad y una gran importancia a nivel regional. Actualmente se realizan actividades, como seminario interno de la iglesia, en los barrios con los niños, a quienes se les brinda una clase bíblica, sirve la merienda y festejan los cumpleaños. Algunos de los barrios en los cuales trabajan, son Stella Maris, Abel Amaya y 30 de Octubre entre otros, a donde acuden equipos de integrantes de la iglesia, compuesto por algunos de los cerca de 1200 adultos y jóvenes.
El 5 de febrero de 2017 falleció su fundador y presbítero internacional del Movimiento Cristiano y Misionero Hernán Pérez  a la edad de 70 años tras un paro cardíaco. Su velatorio se realizó en el edificio que tanto soñó.

### Escuela Evangélica
En la década de 2010 se inauguró la construcción, justo en frente del edificio del Jardín de infantes cristiano Pastor Roberto Alonso. El 2 de agosto de 2011 quedó inaugurada la Escuela Modelo de Nivel Inicial “Pastor Roberto Eduardo Alonso", la primera institución evangélica de nivel inicial de la ciudad. De la ceremonia participó el intendente Martín Buzzi, quien entregó banderas de Argentina y de Comodoro Rivadavia a modo de presente, además de una plaqueta en nombre de la ciudad. 
La escuela es sustentada por medio del cobro de una cuota. Cuenta con tres aulas, cada una tiene su baño privado, una cocina completamente equipada, la sala de la Dirección, el SUM, y el escenario. 
En tanto, las aulas fueron amobladas con mesas y sillas que aportó el Club de Leones de la ciudad.
El jardín es la primera etapa de un edificio escolar primario y secundario más amplio.

## Infraestructura
- Escuela cristina en construcción al frente del edificio eclesiástico.

- Salón de usos múltiples

- Casa de celador

- Estacionamiento

- El edificio se subdivide en distintos niveles, en totalidad alcanza los 3 pisos y presenta las siguientes divisiones:

1. Edificio de viviendas en dos niveles
2. Cocina comedor en el primer piso
3. Subsuelo de reuniones menores
4. Platea para 600 personas
5. Planta baja con púlpito y hall

## Eventos
La iglesia alberga una vez al año Convención Regional de la Patagonia del 7 al 13 de noviembre. El mismo es el evento más importante de la región y se celebra de forma ininterrumpida todos los años. En el año 2010 se disfrutó de la convención N° 39.  A este importante evento vienen pastores de toda la zona de las iglesias del MCYM. Consta de una semana de conferencias con actividades por la mañana, tarde y noche
Además, se celebran constantemente congresos y reuniones de distinta índole a lo largo del año.
También, por su amplia capacidad es sede de obras de teatro y recitales de importantes exponentes de la música cristiana como el que dio Marcos Witt en 2012.

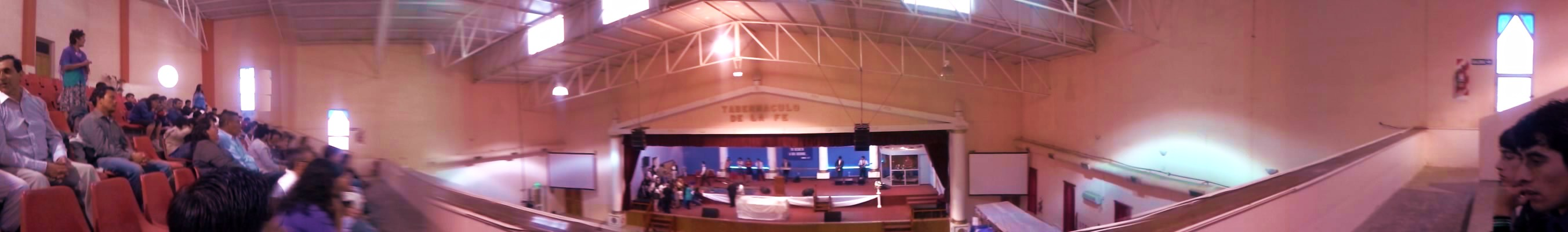
Panorámica del interior de la iglesia